# 及位ヤヱ
及位 ヤヱ（のぞき ヤエ、1916年（大正5年）9月16日 - 2005年（平成17年）3月12日）は、秋田県出身の女性パイロット。戸籍上の表記はヤヱだが、航空学校在籍時より野衣の漢字を当てた。
兵頭精、木部シゲノ、藤井八重、北村兼子に続く日本女性パイロットの草分け。日本婦人航空協会（現、日本女性航空協会）を設立するなど、戦後も航空分野で活躍した希有な存在。NHK連続テレビ小説『雲のじゅうたん』のモデルのひとり。

## 経歴
1916年（大正5年）秋田県山本郡八竜町（現在の同郡三種町）に生まれた。幼年期を仙北郡角館町で過ごし、小学2年生の時、父親の仕事（営林署）の都合で山形県鶴岡市へ転居した。転入した朝暘第四尋常小学校（現、鶴岡市立朝暘第四小学校）で模型飛行機の工作に夢中になり、手ほどきを受けた近所の少年とその飛距離を競って遊んだ。この頃、ドイツの女性飛行士マルガ・フォン・エッツドルフが羽田に新設された東京飛行場に初の外国機としてベルリンから飛来した事を知って驚いたが、このときはまだ何か遠い別の世界のことと思っていた。山形県立鶴岡高等女学校（現、鶴岡北高等学校）に進学し、蚕の雌雄鑑別検定資格を取得したほか、小学校教師の試験を受けるなど勉学に励んだが、この間、模型飛行機で一緒に遊んだ少年が海軍飛行予科練習生になったことを知り、自分でも飛行機の操縦を夢見るようになる。女学校卒業後は学校推薦によって東京で働くことが決まり、密かに“飛行士になるチャンスがめぐってきた”と考えるようになった。
1935年（昭和10年）上京して子爵・大給邸の行儀見習いとなり、住み込みにて奉公。この間、飛行機に関するニュースや情報を積極的に集めたところ、大正末期にはすでに飛行機の操縦を習った女性が日本に存在し、1934年（昭和9年）に松本菊子（のちの西崎キク）と馬淵テフ子がそれぞれ満州国の新京まで飛行していたことを知り、女性飛行家への可能性を一層強く感じた。上京したその年の11月、千葉県葛飾郡船橋町（現船橋市）の第一航空学校 を見学して直ちに入校を決意したが、学校長から両親の許可をもらうよう言われたため、約1年をかけて両親を説得し、入学の許しを得た。

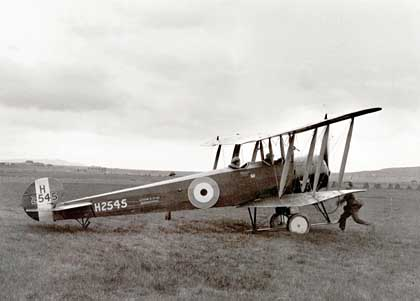
第一航空学校で使用した同型練習機アブロ504K

職を辞した翌1937年（昭和12年）1月、第一航空学校に入学。飛行練習は潮が引いたあと3キロメートルにわたって干潟が広がる船橋海岸で行われたため、天候と潮の干満に合わせる不便さがあった。飛べない間は格納庫内で機体の整備、エンジンの分解・組立などを生徒自らでおこなった。飛行練習の費用は時間あたり40円。資格の取得に通常60時間かかるところを35時間で卒業したものの、それでも小さな家が買えるほどの金額1800円を費やした。生活費と授業料は両親から前借りした嫁入り資金で賄ったという。野外飛行テストは東京羽田から群馬の桐生愛国飛行場まで1時間42分かかったが合格し、同年10月16日二等飛行機操縦士免状第七三七号を手にした。卒後はそのまま第一航空学校の事務員および臨時教官となり、翌年には助教に就任したが、まもなく支那事変の影響で航空学校が閉鎖されたため、大日本航空婦人会に移り、大日本飛行少年団事務所にて少年グライダーの指導者となった。

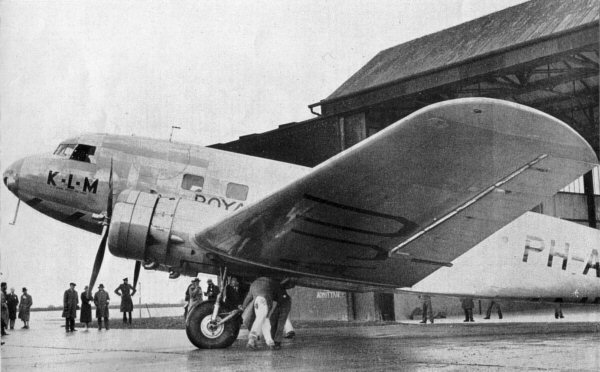
エア・ガールとして搭乗した同型機DC-2

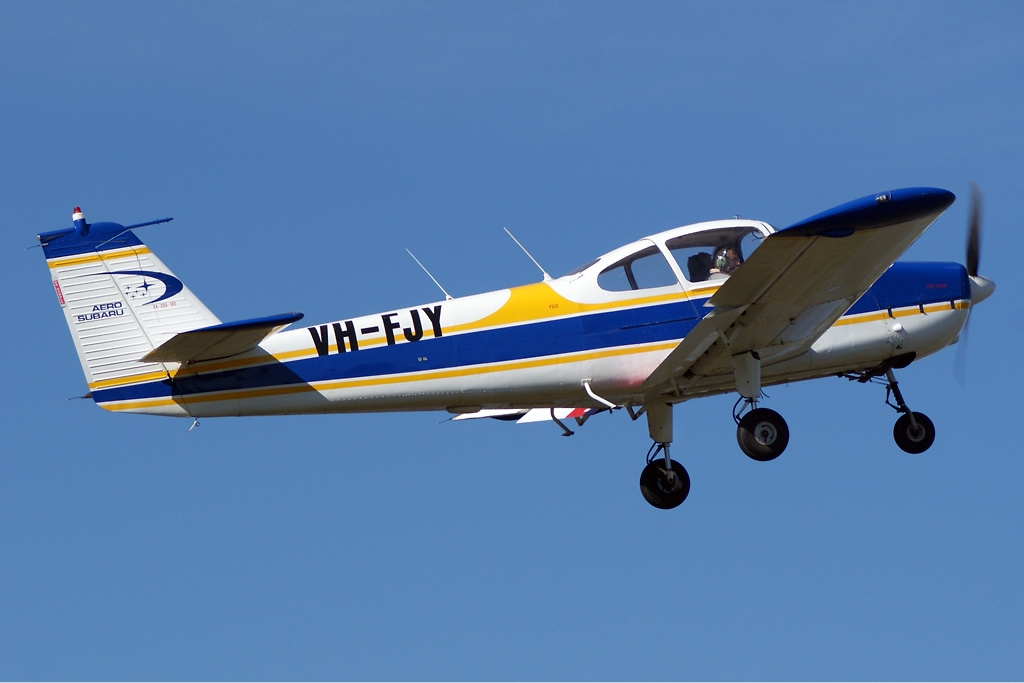
1976年の日本一周で使用した国産機エアロスバルFA-200

1939年（昭和14年）航空局の勧めで新会社大日本航空に入社し、エア・ガール（客室乗務員）として働く。太平洋戦争（大東亜戦争）開戦後は地上勤務の事務職に異動となったため、海軍の広報部長を通じて航空士への採用希望を伝えたものの、この話は叶わなかった。1945年（昭和20年）陸軍航空士養成所への出向を願い出て許可され、グライダー時代に指導した松平和子とともに熊本の航空輸送部へ入隊したが、空襲の危険があるとして同年6月に帰京させられ（→熊本大空襲）、そのまま8月に終戦を迎えた。
1946年（昭和21年）逓信省航空保安部（のち運輸省航空局）の職員となり、戦死した民間の航空乗員400名の名簿作成とともに、遺族への年金支給に尽力した。1952年（昭和27年）4月に日本が独立を回復すると、翌月木部シゲノらとともに日本婦人航空協会（現、日本女性航空協会）を創立、その翌月には国際婦人航空協会の日本支部を設立した。同年7月の新航空法制定をうけて、アマチュア無線二級通信士の資格取得およびアマチュア無線局の開設、続けて電話級アマチュア無線技士、航空級無線通信士、三等航空通信士、二等航空士の資格を次々と取得し、1956年（昭和31年）には事業用パイロットの資格も得た。
1972年（昭和47年）単発小型機での日本一周を成し遂げ、1976年（昭和51年）にも日本婦人航空協会創立25周年記念として行われた日本一周飛行に参加して、単独で完翔している。初の国際婦人年であった1975年（昭和50年）には、アメリカ大陸横断レース「パウダー・パフ・ダービー」に、日本人女性として村上千代子とともに初めて参加し完翔。また、イラン、イスラエル、インド、インドネシア、ニュージーランド、フィリピンの女性航空団体に呼び掛けて立ち上げた東洋女性航空連盟の二周年記念として、1978年（昭和53年）に10人のリレー形式でインドのニューデリーへ飛んだほか、以降もジャワ、香港、次いで小型機による初の北京への飛行を、いずれも完翔で終えている。
2005年（平成17年）3月12日没。

## 年譜

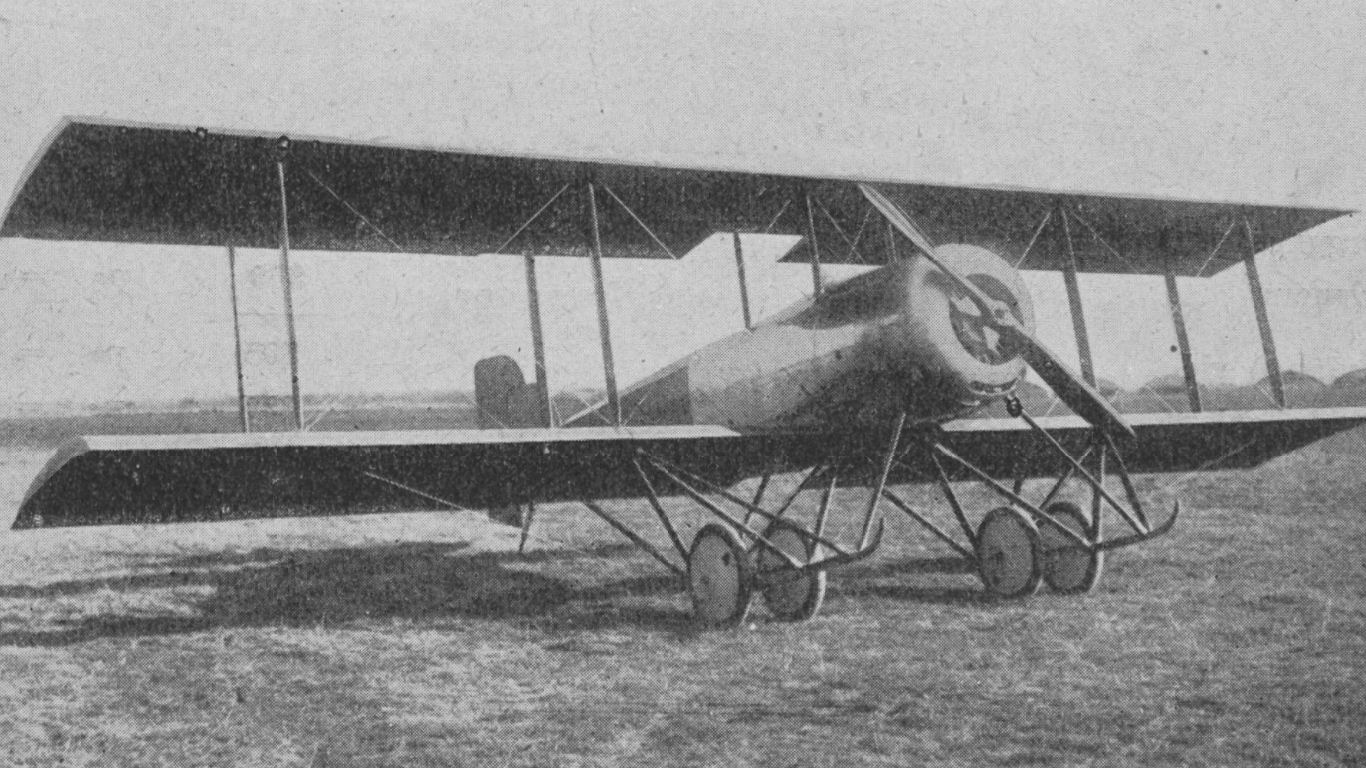
訓練で使用したアンリオHD14型機

- 1937年（昭和12年） - 10月第一航空学校卒
- 1938年（昭和13年） - 5月国防献金による献納機「学生号」にて故郷山形を初訪問飛行[4][32]
- 1939年（昭和14年） - 大日本航空入社
- 1945年（昭和20年） - 陸軍航空輸送部（熊本）勤務
- 1946年（昭和21年） - 逓信省航空保安部職員、運輸省航空局職員
- 1952年（昭和27年） - 5月日本婦人航空協会創立、6月国際婦人航空協会日本支部設立
- 1953年（昭和28年） - 10月同乗した小型機が着陸に失敗し怪我、11月退職、12月日本婦人航空協会代表
- 1955年（昭和30年） - 山形新聞の記者とともに郷土訪問飛行（鶴岡北高等学校創立60周年記念）
- 1967年（昭和42年） - 日本婦人航空協会理事長、東京ソウル間交歓訪問飛行
- 1968年（昭和43年） - 運輸大臣航空功労賞[4]
- 1974年（昭和49年） - 8月7日朴敬元没後40年慰霊祭出席（静岡県熱海市・医王寺）
- 1976年（昭和51年） - 交通文化賞運輸大臣表彰、名古屋女子大学同窓会『春光会』講演会登壇（題『雲を追った四十年』）
- 1977年（昭和52年） - 園遊会出席
- 1981年（昭和56年） - 東京・海運倶楽部において講演（題『大空を飛ぶ夢』）
- 1986年（昭和61年） - 藍綬褒章受章[4]、9月NHKテレビ『お元気ですか』にゲスト出演
- 1988年（昭和63年） - 羽田航空少年団理事
- 1990年（平成2年） - 羽田航空少年団監事
- 1994年（平成6年） - ポール・ティサンディエ賞（英語版）（国際航空連盟）、エイボン女性年度賞功績賞

## 参考書籍
- 『20世紀のすてきな女性たち』 5巻、岩崎書店。ISBN 978-4-265-05145-8。 2000年
- 創美社 編『近代日本の女性史』 11巻、集英社、1981年。OCLC 674632298。